# Philip Pullman
Philip Pullman (* 19. října 1946, Norwich, Spojené království) je britský spisovatel fantasy a představitel britského ateismu.

## Život
Už v dětství přišel o otce, který byl pilotem Royal Air Force, takže vyrůstal jenom se svoji matkou, svým otčímem a svým dědečkem, který byl kněz na anglickém venkově. Nějaký čas studoval v Oxfordu na Exeter College. Napřed učil několik let angličtinu na střední škole, později se stal asistentem na Westminster College v Oxfordu. Žije v Oxfordu se svou ženou Jude, má dva syny, Jamieho a Toma.

## Dílo
Úspěch Pullman získal trilogií Sally Lockhart, která vyšla v letech 1988–1992. Obsahovala svazky The Ruby in the Smoke, The Shadow in the North a The Tiger in the Well.
V roce 1996 vydal román The Northern Lights (v americkém vydání pod upraveným názvem The Golden Compass, česky proto vyšlo jak pod názvem Zlatý Kompas, tak pod názvem Světla severu), což byl první díl jeho fantasy trilogie His Dark Materials (česky pod názvy Jeho temné esence a Jeho šerá hmota). Román The Northern Lights získal v roce 1995 Carnegieho medaili za literaturu. Po první knize následovaly díly The Subtle Knife (1997, česky pod názvem Dokonalý nůž, v jiném překladu Jedinečný nůž) a The Amber Spyglass (2000, česky pod názvem Jantarový dalekohled, v jiném překladu Jantarové kukátko).

## Ateismus
Philip Pulman je jedním z nejznámějších a nejaktivnějších členů ateistických organizací British Humanist Association a National Secular Society, které prosazují kupříkladu vyloučení biskupů ze Sněmovny lordů, chtějí zrušit církevní školy, osvobození církví od daní a zákon o blasfemii a vyžadují zákaz působení kněží v nemocnicích, vězeních a ozbrojených silách.
Pullmanova díla jsou kritizována jako protináboženská a protikřesťanská propaganda, Pullman sám v rozhovoru pro Washington Post výslovně prohlásil, že cílem jeho děl je poškodit náboženství a podrýt jeho základy.